# Furthmühle (Schwarzach bei Nabburg)
Furthmühle ist ein Ortsteil der Gemeinde Schwarzach bei Nabburg im Oberpfälzer Landkreis Schwandorf (Bayern).

## Geographische Lage
Furthmühle befindet sich etwa 800 Meter südwestlich von Schwarzach. Es liegt am  Ufer der Schwarzach ungefähr 500 Meter östlich der Staatsstraße 2159. 500 Meter östlich von Furthmühle mündet der Auerbach in die Schwarzach. Südlich von Furthmühle erhebt sich der 504 m hohe Weinberg. Nördlich von Furthmühle befindet sich auf dem Nordufer der Schwarzach der 461 m hohe Hasenberg. Am westlichen Ortsrand von Furthmühle öffnet sich das Mundloch eines Schwerspatstollens, der als Geotop Nr. 376G008 eingetragen ist.

## Geschichte
Furthmühle gehörte von Anfang an, d. h. mindestens seit dem 16. Jahrhundert, als bedeutende Furt durch die Schwarzach zur Hofmark Altfalter.
Im Türkensteueranlagsbuch des Amtes Nabburg von 1606 wurde Furthmühle mit einer Mühle und einem Hof als zu Altfalter gehörig aufgeführt.
Das Steuerbuch von 1630 verzeichnete Furthmühle mit 1 Hof, 1 Mühle, 6 Ochsen, 6 Kühen, 1 Rind, 2 Kälbern, 3 Schweinen und 7 Frischlingen.
Furthmühle gehörte 1606 der Philipp von Murachischen Erbengemeinschaft, ging aber einige Jahre später durch Heirat an Albrecht Gerhard von Löschwitz.
Weitere Besitzer des allodialen Landsassengutes Altfalter und damit von Furthmühle waren
- 1637 Hans Christoph Volkhammer,
- 1690 die Erben des Hans Christoph Pfreimder,
- 1694 Johann Friedrich von Sazenhofen,
- 1707 Johanna Sibylla von Sazenhofen, Witwe des vorgenannten Johann Friedrich,
- 1725 Thomas Janson von der Stock,
- 1742 Johann Michael von Albrechtsburg,
- 1774 Johann Nepomuk Freiherr von Albrechtsburg, Sohn des Johann Michael von Albrechtsburg,
- 1806 Theobald von Anethan.[4]

Im Herdstättenverzeichnis von 1721 erschien Furthmühle mit 2 Anwesen, 2 Häusern, 2 Feuerstätten.
Im Herdstättenverzeichnis von 1762 wurden für Furthmühle 2 Herdstätten, 1 Inwohner und eine Herdstätte im Hirtenhaus mit 1 Inwohner erwähnt.
In einem Güter- und Untertanenverzeichnis von 1774 wird Furthmühle mit zwei Untertanen aufgeführt.
Die Mühlbeschau auf der Furthmühle unterlag 1774 dem Jurisdiktionsrecht von Altfalter.
Furthmühle war zur Kirche Schwarzach zehentbar.
Entsprechend einer Verordnung von 1808 wurde das Landgericht Nabburg in 58 Steuerdistrikte unterteilt. Dabei bildete Altfalter mit dem Weiler Richt und den Einöden Furthmühle und Auhof einen Steuerdistrikt.
1820 wurden Ruralgemeinden gebildet. Dabei entstand die Ruralgemeinde Altfalter, die aus der Ortschaft Altfalter mit 42 Familien, dem Weiler Furthmühle mit 3 Familien und der Einöde Auhof mit einer Familie bestand.
1821 bildete Theobald Freiherr von Anethan auf dem allodialen Landsassengut Altfalter, zu dem Furthmühle mit 3 Familien gehörte, ein Patrimonialgericht II. Klasse.
Dieses ging nach Theobalds Tod an die Gräfin Eleonora Topor-Morawitzky, geborene Freiin von Anethan über.
Die Gräfin veräußerte 1847 den Gutsbesitz Altfalter an den Staat, womit auch die Gerichtsbarkeit über Altfalter und damit auch über Furthmühle an das Landgericht fiel.
Seit 1828 war Altfalter Landgemeinde. 1828 hatte Furthmühle 3 Wohngebäude, 3 Familien und 18 Einwohner.
1975 wurde Altfalter in die Gemeinde Schwarzach bei Nabburg eingegliedert. Damit gelangte Furthmühle in die Gemeinde Schwarzach bei Nabburg.

## Einwohnerentwicklung in Furthmühle ab 1838
| Jahr | Einwohner | Gebäude |
| ---- | --------- | ------- |
| 1838 | 25        | 2       |
| 1871 | 21        | 10      |
| 1885 | 18        | 2       |
| 1900 | 14        | 2       |
| 1913 | 5         | 2       |
| 1925 | 12        | 2       |

| Jahr | Einwohner | Gebäude |
| ---- | --------- | ------- |
| 1950 | 24        | 3       |
| 1961 | 26        | 5       |
| 1970 | 20        | k. A.   |
| 1987 | 17        | 6       |
| 2011 | 25        | k. A.   |